# Ompok supernus
Ompok supernus är en fiskart som beskrevs av Ng 2008. Ompok supernus ingår i släktet Ompok och familjen malfiskar. Inga underarter finns listade i Catalogue of Life.